# 希爾斯郡
希爾斯郡（又譯山郡），舊稱寶琴山郡（英語：Baulkham Hills Shire），是澳大利亞位於雪梨西北地區的一個地方政府；郡轄境有386平方公里。山郡由於公園、生態保護區、農莊遍布全境，因此素有「花園之郡」的美稱。2000年以後，由於市區週圍房價高漲，而當地居住環境怡人，因此吸引了許多新家庭的遷入。

## 收入
根據澳大利亞統計局 2003至04年間：
- 郡內共有70,259人為受薪階級（居州內第6名，全國第13名），人口比例佔新南威爾斯州2,558,415中的2.7%，澳大利亞7,831,856中的0.9%）
- 總合為澳幣$3,330,824,367，排名州內第4（$107,179,688,262之中佔3.1%），全國第8（$304,034,755,876之中佔1.1%）
- 每人平均為澳幣$47,408（居州內第15名，全國第40名）

## 議會
希爾斯郡議會有議席12座，全市分4選區，各區選出議員3名代表市民和納稅人問政；郡長非直選。

## 姊妹市
- 愛爾蘭韋克斯福德郡
- 澳大利亞庫塔曼德拉（英语：Cootamundra）

## 外部連結
- 希爾斯郡政府官方網站 （页面存档备份，存于）
- 投資雪梨山 （页面存档备份，存于）
- 雪梨山觀光導覽 （页面存档备份，存于）
- 2001年人口調查 （页面存档备份，存于）

33°46′S 151°00′E / 33.767°S 151.000°E